# Cementiri

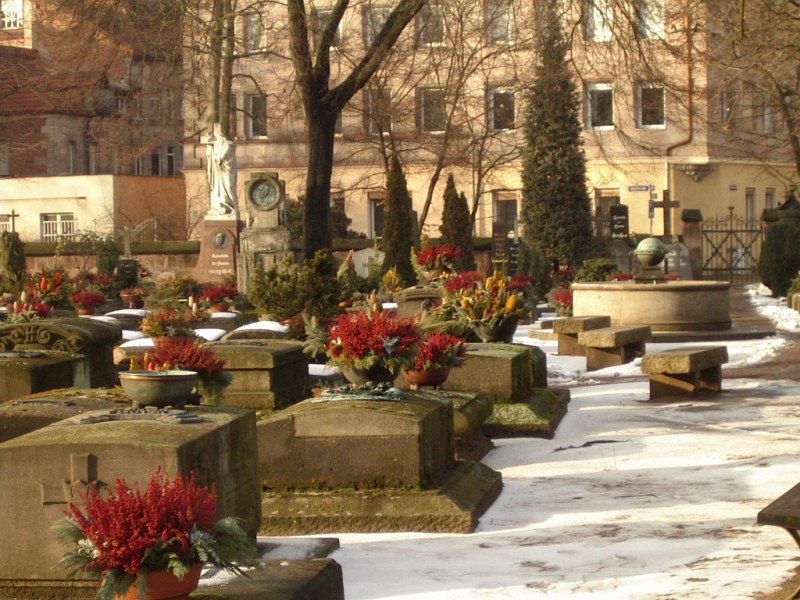
Cementiri Rochus, a Nuremberg

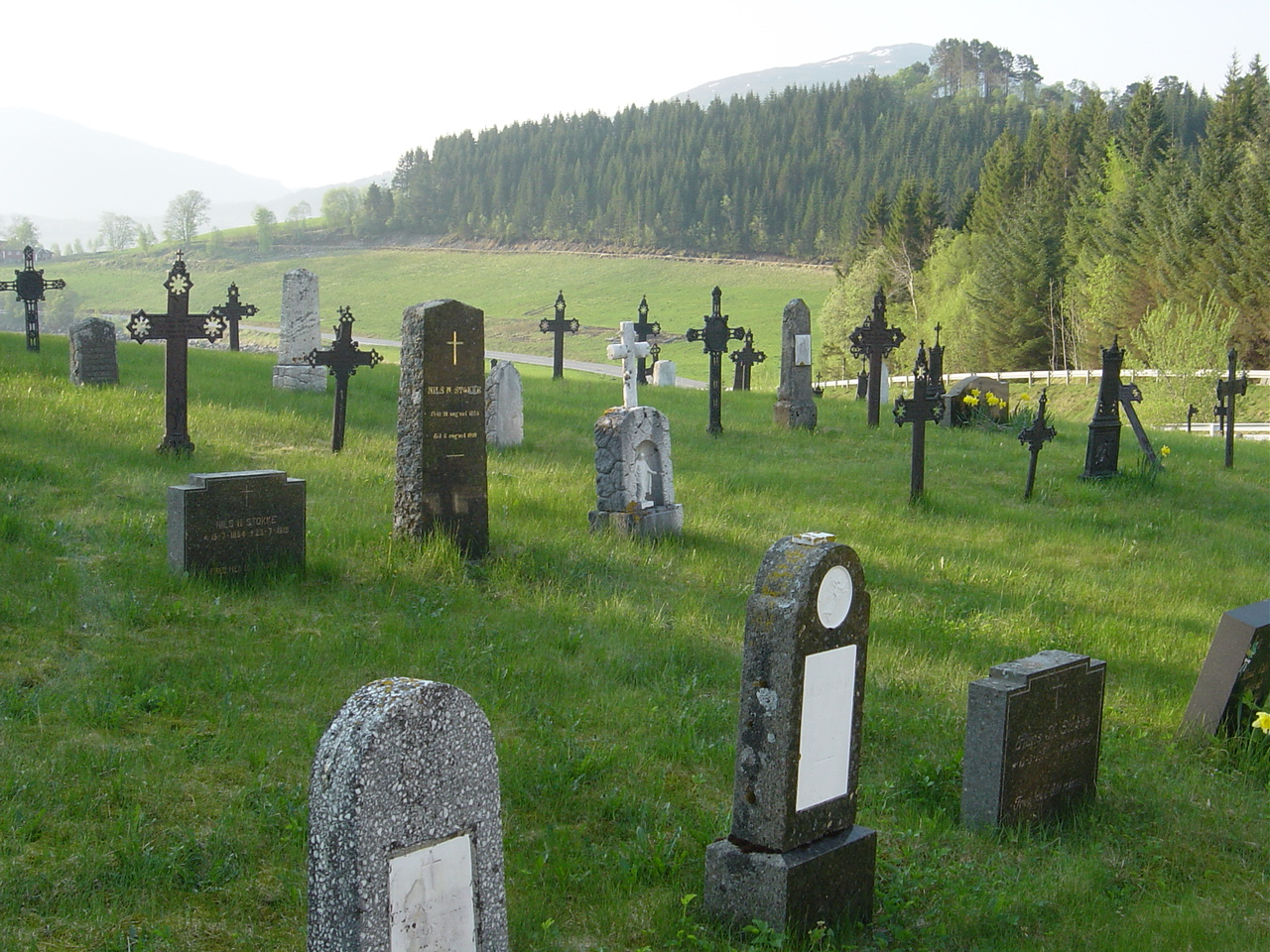
Cementiri a Gjemnes (Noruega)

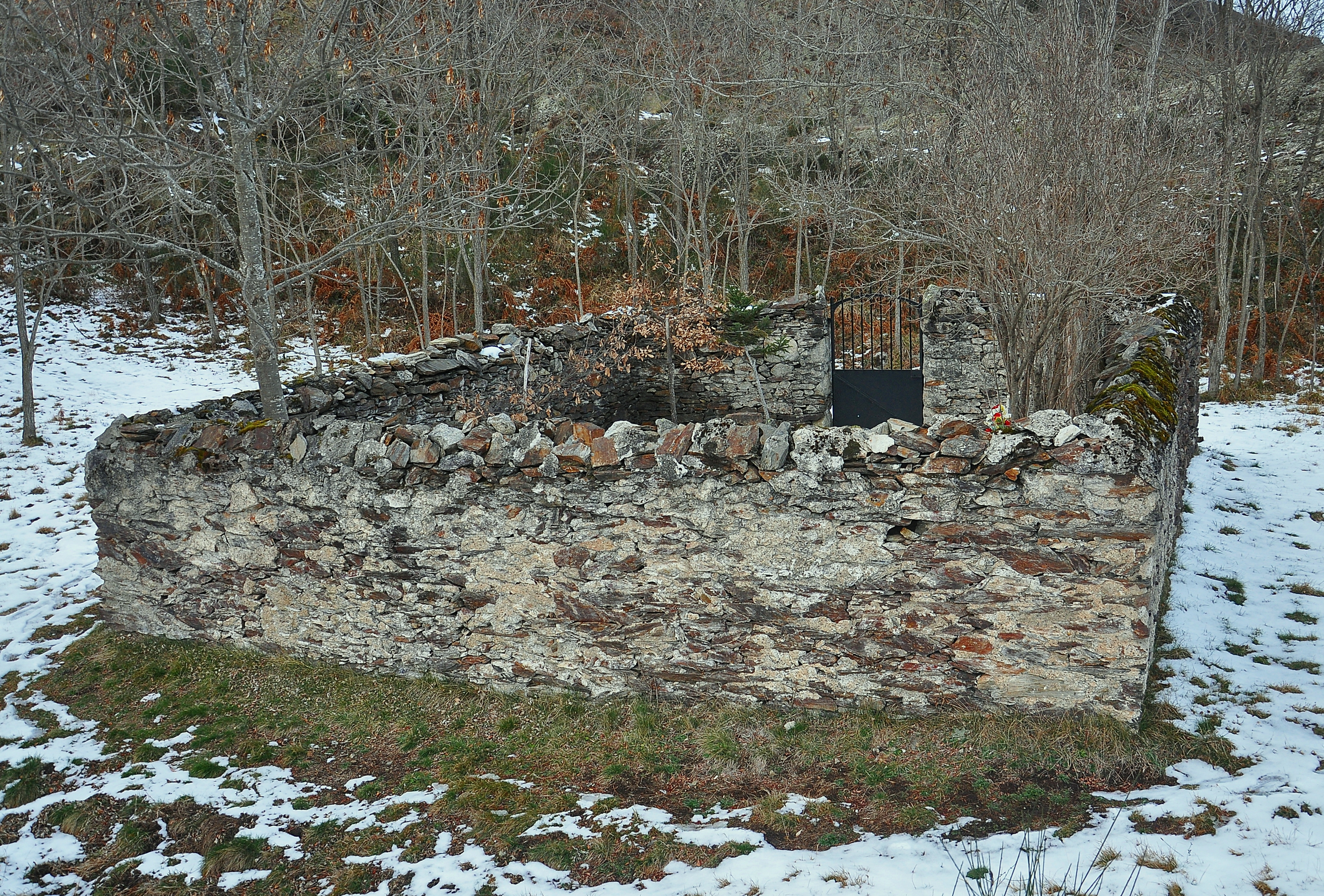
Cementiri civil de Teresa a Bausen

Un cementiri o cementeri és el lloc on reposen els cadàvers dels morts. Segons la cultura del lloc, els cossos es poden deixar en un sarcòfag o simplement es poden envoltar en tela o greix animal. Després poden ser enterrats sota terra, posats en una farcell o un altre tipus de sepultura, com ara taüts.
La paraula cementiri ve del grec koimetérion, que significa dormidor, ja que segons la creença cristiana, al cementiri s'hi anava a dormir fins al moment de la resurrecció.
Usualment, els cementiris són comunitaris, és a dir, en un lloc hi ha un tomba de molts membres d'una comunitat, sense per això ser tombes col·lectives, car cada difunt té el seu propi espai determinat, i per decisió familiar poden enterrar un altre familiar al mateix lloc. En la tradició catòlica, se sol parlar de camps sants.
La majoria dels cementiris es destinen a cadàvers humans, però també hi ha cementiris d'animals per a enterrar els animals de companyia morts.
Durant el 2011 es va crear una nova ruta turística pels cementiris més emblemàtics d'Europa. El cementiri més petit de l'Estat espanyol, i probablement d'Europa, és el Cementiri civil de Teresa a Bausen a la Vall d'Aran amb només un sepulcre.

## Roma Antiga
A l'antiga Roma els morts eren enterrats a casa seva, temps després es va prohibir per evitar epidèmies. Posteriorment les tombes dels romans podien estar en camp obert o en un terreny comprat amb aquesta finalitat. Els morts del poble pla i els esclaus, quan morien, eren sepultats en una mena de muladars anomenats puticuli o culirue, procés descrit així per Horaci.

## Cristianisme
Els primers cristians enterraven els difunts fora de les ciutats, ja que en ser perseguits no tenien un lloc fix on enterrar els morts.
Aleshores, per donació d'alguns poderosos, es van erigir cementiris en què es construïen altars i capelles per a les cerimònies fúnebres i exercicis piadosos, observant-se, però, les lleis civils que prohibien enterrar dins de poblat.
Amb el temps va haver-hi excepcions, enterrant dins de les esglésies algunes persones notables. Va estendre el desig de fer-se enterrar als temples i es va aconseguir col·locar els sepulcres immediats a les esglésies.
Diverses lleis civils, secundades pels cànons, van reproduir la necessitat d'enterrar fora de les poblacions, però el desig de descansar al costat dels màrtirs i la petitesa d'alguns cementiris van fer que a finals del segle vi d. C. gairebé tots els fidels s'enterressin a l'església.
El concili d'Elvira va prohibir encendre ciris als cementiris i passar en aquests la nit les dones. El 561 el concili de Braga va prohibir la inhumació dins de les esglésies (cànon 18). Les autoritats, per la seva banda, van restablir la llei de les Dotze Taules. Però els cementiris contigus a les esglésies han continuat fins als nostres dies. Als segles VIII i IX, els Concilis van prohibir en diversos cànons donar sepultura a les esglésies.
Així es van determinar llocs sagrats i especials destinats a donar sepultura als cadàvers dels fidels, els quals en cas de profanació reben nova benedicció i reconciliació.

## Costums

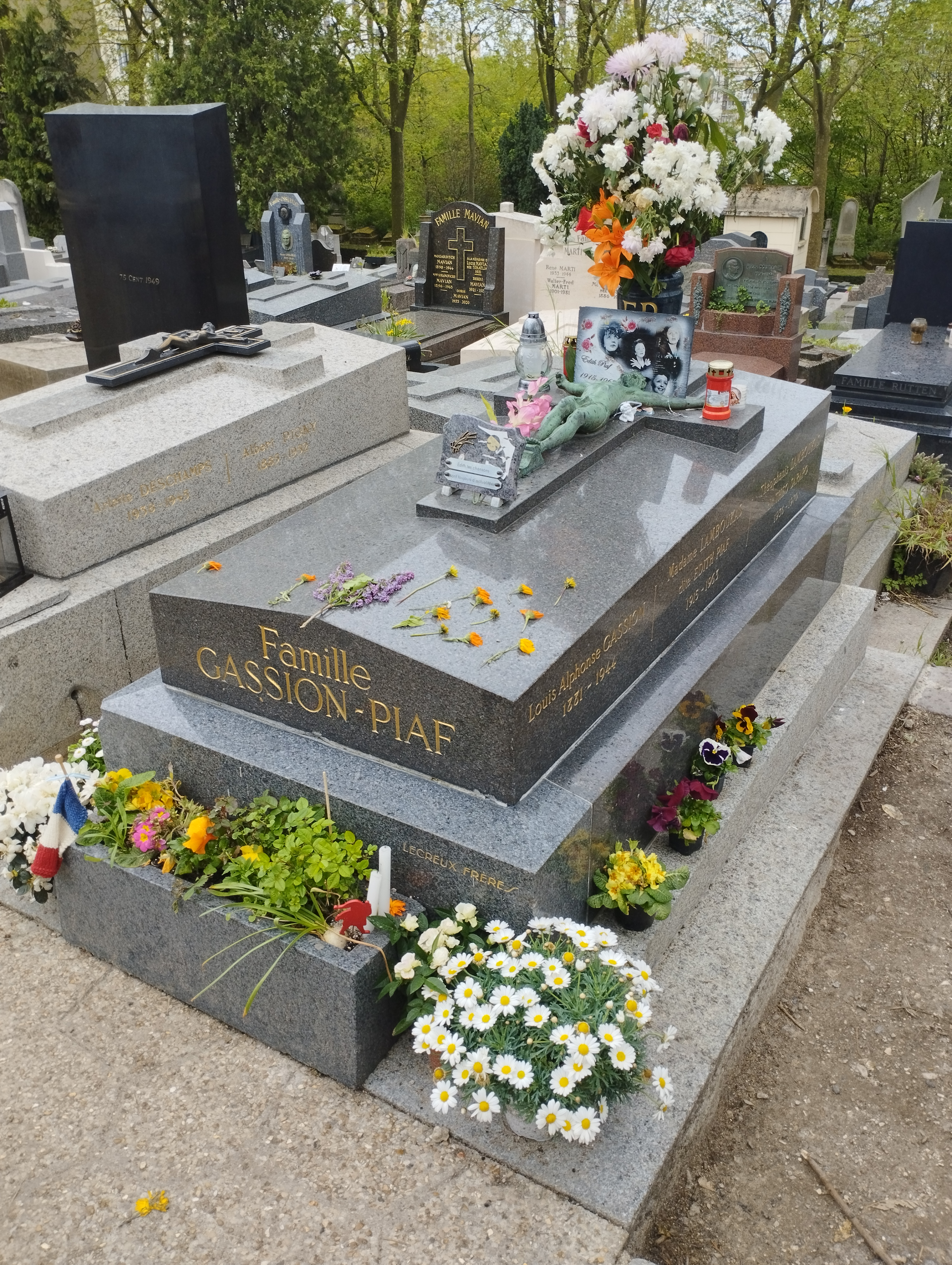
Flors a la tomba d'Édith Piaf

### Flors
Als països occidentals, i en molts altres, els visitants de les tombes solen deixar flors tallades, especialment durant les festes importants i als aniversaris o aniversaris rellevants. Els cementiris se solen desfer d'aquestes flors al cap d'unes setmanes per mantenir l'espai en bon estat. Algunes empreses ofereixen serveis de flors perpètues, per garantir que la tomba estigui sempre decorada amb flors fresques. Sovint també es planten flors a la tomba, normalment just davant de la làpida. Les roses són molt comunes per a aquest fi.

### Pedres
Els visitants solen deixar una petita pedra a la part superior de la làpida. Es resa a la tomba i es deixa la làpida quan el visitant marxa. Es fa com a mostra de respecte; per regla general, no es dipositen flors a les tombes. Les flors són efímeres; la simbologia inherent a l'ús d'una pedra és mostrar que l'amor, l'honor, els records i l'ànima de l'ésser estimat són eterns. Aquesta pràctica es veu a l'escena final de la pel·lícula La llista de Schindler, encara que en aquest cas no és en una tomba jueva.

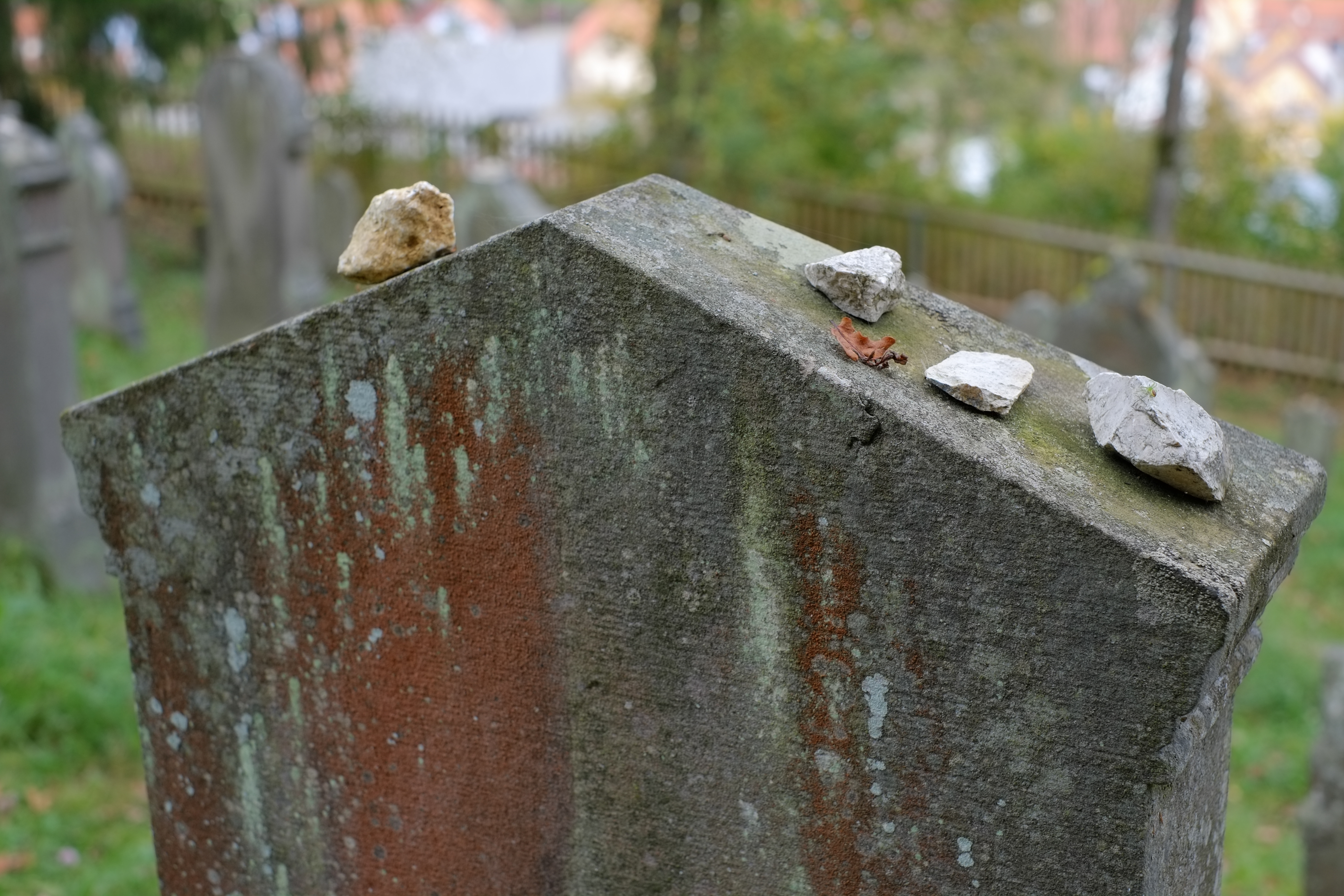
Petites pedres sobre una làpida en un cementiri jueu d'Alemanya.

### Creus
Les tombes de guerra solen tenir petites creus de fusta amb una rosella vermella al centre. Sovint tenen missatges escrits a la creu. Les visites més formals solen deixar una corona de roselles. Les tombes de guerra jueves de vegades es marquen amb una estrella de David de fusta.

### Vel·les
Col·locar espelmes enceses al cementiri per commemorar els difunts és una tradició molt comú als països catòlics, com Polònia. Es practica sobretot el Dia de Tots Sants. Les tradicionals espelmes funeràries s'anomenen znicz en polonès. Una pràctica similar d'espelmes funeràries també s'utilitza a les nacions cristianes ortodoxes orientals, així com als països nòrdics cristians luterans.

### Joguines
Al sud dels Estats Units, les tombes dels nens solen decorar-se amb emblemes de la infància. Aquests inclouen joguines favorites, globus, decoracions de temporada i figures religioses.

## Galeria d'imatges
- Antic cementiri de Elazığ, Turquia.
- Cementiri a Franconia, Alemanya.
- Cementiri de la Basílica del Sant Rosari a Bandel, a la Bengala Occidental.
- Holland Cemetery, un cementiri rural al nord-est d'Oklahoma.
- Un cementiri rural a Jednorożec, Polònia.
- Cementiri jueu "Heiliger Sand" a Worms, Alemanya.
- Antic cementiri jueu de Praga, lloc de descans de més de 100.000 persones enterrades des del segle XV.
- Un campanar al cementiri Forest Home, a Fifield, Wisconsin. Els tocs de campanes són habituals durant els funerals a diversos indrets del món.